# Hein Strouken
Hendrikus Antonius (Hein) Strouken (Heerlen, 20 juni 1928 – Amstenrade, 9 maart 1977) was een Nederlands voetballer die speelde voor Sportclub Emma, Sittardia, Rapid '54 en Rapid JC.
Zijn familienaam werd in voetbalverslagen meestal als Stroucken geschreven.

## Loopbaan

### Beginjaren
Hij werd geboren als zevende in een gezin van acht kinderen. Zijn ouders waren afkomstig uit Midden-Limburg. Ze trouwden in 1910 in Nunhem en verhuisden in 1917 naar de zuidelijke mijnstreek waar zijn vader Antonius Hubertus Strouken ging werken bij Staatsmijn Emma.
Hein Strouken begon op zijn veertiende met clubvoetbal bij Treebeek. Een jaar later, in 1943, ging hij naar SC Emma. Na een seizoen in het tweede team maakte hij zijn debuut in het eerste elftal in de seizoensopening op 14 september 1947. Hij scoorde in de derby tegen Bleijerheide de openingstreffer maar SC Emma verloor met 1-3.

### Degradatie
Aan het einde van de jaren veertig belandde SC Emma in de onderste regionen van de Eerste klasse. De club uit Treebeek eindigde in het seizoen 1949/50 samen met Juliana op de laatste plaats. Door de 1-0 zege op 26 maart 1950 in de beslissingswedstrijd op het terrein van Limburgia wendde SC Emma ten koste van Juliana degradatie af. Strouken beleefde een benauwd moment toen hij hands maakte binnen het eigen strafschopgebied, maar de scheidsrechter floot niet.
Een jaar later werd de degradatieregeling verscherpt en verlieten de laatste twee clubs de Eerste klasse. SC Emma eindigde als voorlaatste en degradeerde. 
Strouken ging in de achterhoede spelen en hij kwam dit seizoen voor het eerst niet tot scoren. Ondanks de degradatie werd hij opgeroepen voor het Zuidelijk elftal. Hij was ook de enige Emma-speler die werd uitverkozen voor het Limburgs elftal.

### Sittardia
Strouken bleef na de degradatie bij SC Emma dat in de Tweede klasse direct het kampioenschap pakte. In de promotiecompetitie waren er twee beslissingswedstrijden nodig tegen TEC uit Tiel. Op 22 juni eindigde het eerste duel in het VVV-stadion in Venlo na verlenging in 2-2. Een week later verloor Emma in het PSV-stadion met 1-3 waardoor promotie uitbleef. Strouken had in de winterstop al overschrijving aangevraagd naar Sittardia waardoor hij weer in de Eerste klasse kon uitkomen. 
In zijn debuutseizoen 1952/53 speelde hij alle 26 competitieduels. Hij was als rechtsachter de vervanger van de gestopte Lambert Philippen. Samen met linksback Flip Paauwe en stopperspil Lambert Pfennings vormde hij de defensie. In zijn tweede jaar speelde hij als middenvelder of in de voorhoede. Hij scoorde dat seizoen negen keer. Zijn eerste twee treffers waren op 18 oktober 1953, thuis tegen Xerxes (3-1). In de uitwedstrijd tegen NAC op 13 december (1-4) verrichtte hij een hattrick.

### Prof bij Rapid '54
In de zomer van 1954 werd Rapid '54 opgericht. De nieuwe profclub ging spelen in de ‘wilde’ competitie van de NBVB. De meeste aangetrokken spelers waren afkomstig uit de oostelijke mijnstreek. Strouken, die vlak voor de seizoenstart trouwde en in Sittard ging wonen, en doelman Leen van Rikxoord waren de enige Sittardenaren.
Jan Notermans was de derde speler van Sittardia die inging op een profaanbod. Hij ging spelen voor Fortuna '54.
Strouken stond in de elf wedstrijden van Rapid '54 in de basis en scoorde tweemaal. Na de fusie tussen de voetbalbonden KNVB en NBVB werd de competitie eind november afgebroken. Rapid '54 hield op te bestaan en ging samen verder met Juliana onder de naam Rapid JC.

### Landskampioen
Met Rapid JC won hij in 1956 de landstitel. In de kampioenscompetitie waren Elinkwijk, NAC en Sparta de tegenstanders. Rapid JC eindigde samen bovenaan met NAC waardoor een beslissingswedstrijd noodzakelijk was. Die werd gespeeld op 14 juli 1956 in Stadion De Vliert in 's-Hertogenbosch. Rapid JC won met 3-0. 
Hij werd meestal opgesteld in de voorhoede als binnenspeler en scoorde in het kampioensjaar elf keer, evenveel als in het voorgaande seizoen 1954/55.

### Europa Cup
Rapid JC nam door het behalen van de landstitel deel aan de Europacup I voor landskampioenen. Strouken speelde beide duels mee tegen Rode Ster Belgrado in de eerste ronde. De thuiswedstrijd op 3 november 1956 ging met 3-4 verloren. De uitwedstrijd in Belgrado eindigde op 8 november in een 2-0 nederlaag waardoor de Limburgse club was uitgeschakeld. Rapid JC speelde een uur lang met tien man, nadat Wiel Coerver na een halfuur bij een 0-0 stand geblesseerd uitviel en niet vervangen mocht worden.

### Terug naar Sittardia
In de tweede helft van het seizoen 1956/57, het eerste jaar van de Eredivisie, was hij niet altijd verzekerd van een basisplek bij Rapid JC. Met de komst van Giel Haenen van MVV en de doorbraak van jeugdspeler Hub Lenz nam de concurrentie toe. Toch kwam hij nog tot 22 wedstrijden. Na dit seizoen leek hij te vertrekken naar BVV. Hij speelde enkele proefduels voor BVV maar hij koos voor een terugkeer dicht bij huis naar Sittardia. Zijn teamgenoten Johan Adang en Rainer Barwasser maakten dezelfde overstap.

### Blessure
In zijn tweede jaar greep Sittardia het kampioenschap in de Eerste divisie B. Voor Strouken was het seizoen al bij de jaarwisseling afgelopen. Hij liep in december 1958 een enkelblessure op waardoor hij een halfjaar niet meer in actie kwam. Daardoor kreeg hij ook geen contract meer voor het seizoen 1959/60 waarin Sittardia debuteerde in de Eredivisie. Hij moest door zijn blessure op 31-jarige leeftijd zijn voetbalcarrière beëindigen.

### Trainer
Hij behaalde in 1962 het trainersdiploma en ging aan de slag bij de jeugdselectie van Sittardia.
In 1965 werd hij hoofdtrainer bij tweedeklasser Sanderbout in Sittard.
Na drie seizoenen vertrok hij naar Schinveld en in 1969 ging hij naar de club uit zijn nieuwe woonplaats Amstenrade.
Hij was tijdens zijn voetballoopbaan werkzaam als elektricien bij stikstofbindingsbedrijf SBB in Lutterade.
Hij overleed na een langdurige ziekte op 48-jarige leeftijd in 1977. Hij werd begraven op het RK Kerkhof in Amstenrade.

## Clubstatistieken
| Seizoen | Club      | Land      | Competitie              | Competitie | Competitie | Beker | Beker | Internationaal | Internationaal | Overig | Overig | Totaal | Totaal |
| Seizoen | Club      | Land      | Competitie              | Wed.       | Dlp.       | Wed.  | Dlp.  | Wed.           | Dlp.           | Wed.   | Dlp.   | Wed.   | Dlp.   |
| ------- | --------- | --------- | ----------------------- | ---------- | ---------- | ----- | ----- | -------------- | -------------- | ------ | ------ | ------ | ------ |
| 1947/48 | SC Emma   | Nederland | Eerste klasse Zuid II   | 20         | 7          | –     | 0     | 0              | 0              | 0      | 0      | 20     | 7      |
| 1948/49 | SC Emma   | Nederland | Eerste klasse Zuid II   | 20         | 5          | –     | 0     | 0              | 0              | 0      | 0      | 20     | 5      |
| 1949/50 | SC Emma   | Nederland | Eerste klasse Zuid II   | 18         | 1          | –     | 0     | 0              | 0              | 1      | 0      | 19     | 1      |
| 1950/51 | SC Emma   | Nederland | Eerste klasse E         | 22         | 0          | –     | 0     | 0              | 0              | 0      | 0      | 22     | 0      |
| 1951/52 | SC Emma   | Nederland | Tweede klasse B Zuid II | 18         | 0          | –     | 0     | 0              | 0              | 6      | 0      | 24     | 0      |
| 1952/53 | Sittardia | Nederland | Eerste klasse C         | 26         | 0          | –     | 0     | 0              | 0              | 0      | 0      | 26     | 0      |
| 1953/54 | Sittardia | Nederland | Eerste klasse C         | 25         | 9          | –     | 0     | 0              | 0              | 0      | 0      | 25     | 9      |
| 1954/55 | Rapid '54 | Nederland | NBVB (afgebroken)       | 11         | 2          | –     | –     | 0              | 0              | 0      | 0      | 11     | 2      |
| 1954/55 | Rapid JC  | Nederland | Eerste klasse C         | 23         | 11         | –     | –     | 0              | 0              | 0      | 0      | 23     | 11     |
| 1955/56 | Rapid JC  | Nederland | Hoofdklasse B           | 30         | 11         | –     | –     | 0              | 0              | 8      | 1      | 38     | 12     |
| 1956/57 | Rapid JC  | Nederland | Eredivisie              | 22         | 3          | 2     | 0     | 2              | 0              | 0      | 0      | 26     | 3      |
| 1957/58 | Sittardia | Nederland | Eerste divisie B        | 29         | 6          | 2     | 2     | 0              | 0              | 0      | 0      | 31     | 8      |
| 1958/59 | Sittardia | Nederland | Eerste divisie B        | 15         | 2          | 0     | 0     | 0              | 0              | 0      | 0      | 15     | 2      |
| Totaal  | Totaal    | Totaal    | Totaal                  | 279        | 57         | 4     | 2     | 2              | 0              | 15     | 1      | 300    | 60     |